# Geografie
Geografie (z řeckého γεός geos pozemský, zemský + γράφειν grafein psáti), česky též zeměpis, je věda studující prostorové rozšíření jevů na Zemi (přesněji části Země, nazývané „krajinná sféra“), jejich vzájemnou interakci a vývoj v čase. Geografie studuje aktuální problémy dynamicky se měnící společnosti a její interakce s krajinou. Označení se poprvé objevuje ve 3. stol. př. n. l. v díle Geografíka sepsaném Eratosthenem z Kyrény. Geografie se nachází na rozhraní přírodních, společenských a technických oborů, jde o vědu syntetickou a komplexní. Geografie se dělí na fyzickou geografii, socioekonomickou geografii, regionální geografii a kartografii. Geografové jsou schopni sociálně geografické i fyzicko-geografické jevy sledovat v prostoru, hodnotit příčiny; a prostorové dopady některých činností a sledovat a hodnotit prostorové rozdíly a podobnosti mezi regiony.

## Geografické disciplíny
Soustava zeměpisných věd
Objektem geografie (= zeměpisu) je krajinná sféra, popisovaná na několika úrovních. Podle těchto úrovní se dělí geografie na čtyři základní části:
1. Fyzická geografie se věnuje fyzickogeografické sféře krajinné sféry, tj. litosféře, hydrosféře, atmosféře, pedosféře a biosféře. Někteří geografové vyčleňují samostatně i kryosféru, která jinak může být považována i za součást hydrosféry. Každé součásti fyzickogeografické sféry se věnuje hned několik vědních disciplín:
  - litosféře – geomorfologie, petrologie, vulkanologie, seismologie, stratifikace, orografie, karsologie, speleologie, krystalografie, mineralogie a další
  - hydrosféře – hydrografie, hydrologie, oceánografie, limnologie a další
  - atmosféře – klimatologie, meteorologie a další
  - pedosféře – pedologie, pedogeografie a další
  - biosféře – biogeografie a další
2. Socioekonomická geografie (také sociální geografie = společenskohospodářský zeměpis nebo humánní geografie) se věnuje člověku, jeho společnosti a jeho hospodářské činnosti, tj. socioekonomické sféře krajinné sféry. Hlavní vědní disciplíny: geografie cestovního ruchu, geografie dopravy, geografie kultury, geografie obyvatelstva, geografie sídel, geografie průmyslu, geografie služeb, geografie zemědělství, behaviorální geografie, ekonomická geografie, historická geografie, politická geografie, vojenská geografie, religiózní geografie, dějiny zeměpisu, rurální geografie.
3. Regionální geografie (= oblastní zeměpis) se věnuje geografii regionů podle určitého kritéria, např. světadílů, jejich částí, států a zemí, administrativních jednotek atd.
4. Kartografie a geoinformatika studuje a zobrazuje prostorové rozmístění jednotlivých jevů krajinné sféry, tj. výroba map. Věnuje se jí celá řada vědních disciplín, např. geodézie, topografická kartografie, tematická kartografie, matematická kartografie, kartometrie, geografický informační systém (GIS) a dálkový průzkum Země.
5. Teoretická geografie „definuje objekt i předmět geografie i základní geografické pojmy, vymezuje strukturu geografických disciplín, zkoumá v zobecněném, převážně abstraktním pojetí přístupy ke geografickému výzkumu a analyzuje dřívější vývoj geografie i její další směřování“.[2]
6. Geografie (především kartografie) Měsíce se označuje také separátním pojmem selenografie, geografie Marsu pojmem areografie.[3]

## Geografie vs. zeměpis
Někdy se rozlišuje pojem geografie jakožto soubor vědních disciplín a pojem zeměpis (školská geografie) jakožto vyučovací předmět.

## Subjekt a objekt studia
Objektem studia geografie je krajinná sféra.
Subjektem (předmětem) výzkumu geografie jsou například změny ve složení obyvatelstva, velikost, struktura a vývoj lidské populace, demografická reprodukce, zdraví populace, problémy regionálního rozvoje, územní administrativy, sociální ekologie, migrací, urbanizace, sociopatogenních jevů, rozvojové pomoci, zemědělství, průmyslu, dopravy, cestovního ruchu, ozbrojených konfliktů, jakož i přírodních zdrojů, funkčního využívání krajiny, kvality životního prostředí, přírodních ohrožení a rizik, současnou změnu klimatu, kvality vod a další.

## Historie geografie

### Starověk
Starověké státy zahrnovaly na svou dobu obrovské masy lidí. Vytvářely velká sídla s vysokou kulturou stavebnictví, písemnictví, vědy i umění. Sdružovaly zástupce různých rasových typů i etnických skupin. Státníci se museli seznamovat s územími a národy, nejen se svými, ale i v jiných regionech. Realizovaly se dlouhé cesty i vojenská tažení, doprovázená vzájemným objevováním národů. Docházelo k plodnému sbližování kultur, k přebírání shromážděných poznatků i představ, návyků i vynálezů.
Víme o dalekých výpravách Egypťanů, Mínojců (obyvatelé Kréty), Féničanů, Kartaginců, dávných indických mořeplavců aj. Kladly si vesměs praktické cíle – rozšiřování poznatků i zdrojů surovin (mědi, cínu, dřeva, pryskyřice, lnu, kůže, vosku, slonoviny) a potravin (obilí, datlí). Velký význam měly svazky se zeměmi, které oplývaly zlatem, stříbrem, drahokamy.
Už v antice – ve starověkém Řecku a později v Římě – vznikaly významné geografické práce. Dlouhou dobu byly součástí filozofie, historie či medicíny.
Iónská škola je nejstarší známou řeckou filozofickou školou (z 6. stol. př. n. l.). Jejím představitelům – Thalétovi (první filozof, matematik a astronom), Anaximandrovi, Anaximenovi aj. – patří množství objevů v matematice, astronomii či geografii. V rámci nerozčleněné iónské vědy se vytvářely mj. i prvky fyzickogeografických koncepcí, zárodky obecné zeměvědy.
Rozvoj mořeplavby a obchodu stimuloval vznik prvních geografických popisů. Říkalo se jim gés periodos (objezdy země). Členily se na periply (periplous jako obeplutí) – popisy pobřeží, praktické návody k navigaci podél mořských břehů; a periegezy – popis pevniny.

#### Chronologický přehled
- 25. st. př. n. l. – Vznik mapy údolí Eufratu na hliněné destičce
- 20. st. př. n. l. – Babylónský mýtus o stvoření světa a potopě
- 6. st. př. n. l. – Filozofové iónské školy se začínají zabývat geografickými problémy
- 6. st. př. n. l. – Logograf Hekataios z Milétu sestavuje první popis celého Řekům známého světa
- 5. st. př. n. l. – Hérodotovo dílo Histories apodexis představuje svět rozdělený na zemědíly: Evropu, Asii a Libyi.
- 5. st. př. n. l. – Hippokratés ve spisu Peri aeron, hydaton, topon poukazuje na souvislosti způsobu života a zdravotního stavu obyvatelstva s přírodním prostředím
- 4. st. př. n. l. – Aristotelova Meteorologika je shrnutím soudobých poznatků obecné fyzické geografie
- 3. st. př. n. l. – Eratosthenés buduje základy samostatné vědy; píše Geografika hypomnemata
- 2. st. př. n. l. – Kratés staví v pergamském Múseiu první glóbus
- 1. st. př. n. l. – Strabónova sedmnáctisvazková Geografika je popisem soudobé ekumeny. Je jediným antickým geografickým dílem, jehož úplný text máme k dispozici.

### Středověk
Ve středověku geografie v evropských zemích prakticky zanikla. Dědictví antiky chránili, překládali a rozmnožovali především v arabském světě a dalších regionech Blízkého východu i Střední Asie.
Mapy raného středověku nejčastěji ilustrovaly Bibli. Země měla tvar obdélníků (podle Kosmy), oválu či kruhu rozčleněného na tři části. (Noe prý po potopě rozdělil Zemi mezi tři syny). Tyto mapy bývají nejčastěji orientovány na východ; uprostřed leží Jeruzalém; nechybí na nich označení ráje, mytické říše Magog (severně od Kavkazu – jejím vládcem byl údajně Noemův syn Gog), různé fantastické země – i příšery.
Charakteristické jsou rozsáhlé texty (legendy) na velmi schematických kresbách.
Ani v Evropě se vývoj vědy ve středověku úplně nezastavil. Po mnohá staletí tam probíhal složitý proces zemědělského využívání vnitřních rovin; orná půda se vytvářela i v nejodlehlejších koutech, velmi vzdálených od moře. Formoval se pevný svazek rolníků s půdou. Na vrcholech hor, ochraňujících přístupy do rozoraných rovin a údolí, vznikaly hrady a zámky feudálních rytířů. Při úpatích se vytvářela řemeslnická a obchodní sídla, v nichž bohatli středověcí měšťané.
Poznatky z geografie, potřebné při rozvíjení geografické dělby práce uvnitř antických států i mezi nimi, pečlivě shrnuté Strabónem a Ptolemaiem, byly středověkým vládcům Evropy po dlouhá staletí prakticky k ničemu.
Časem však vznikala potřeba rozšiřovat obchod. Začalo se obchodovat s východem, vytvářely se daleké a riskantní cesty. Velké objevné cesty v 16. a 17. století zvýšily zájem o přesné geografické údaje z prozkoumaných oblastí a během 18. století dochází k etablování se geografie jako moderní vědy na evropských univerzitách.

#### Významní geografové středověku
- Kosmas Indikopleustés
- Marco Polo
- Odorik z Pordenone

#### Chronologický přehled
- 6. st. – Kosmas Indikopleustés – Christianike topografia
- 13.–14. st. – Cestopisy Marka Pola a Odorika z Pordenone

### Moderní geografie
V období 19. a hlavně od poloviny 20. století dochází v geografii k velkému nárůstu poznání i k rozvoji teoreticko-metodologického aparátu. Během tohoto období prošla geografie čtyřmi významnými obdobími: environmentální determinismus, regionální geografie, kvantitativní revoluce a kritická geografie.
Moderní geografie se zabývá rozložením jevů a procesů v prostoru a v čase, zajímá ji nejen současný stav, ale i jeho historické příčiny a budoucí důsledky. Pomocí sofistikovaných metod sleduje sociálně-geografické i fyzicko-geografické jevy v prostoru a ve vzájemných vazbách i hodnotí prostorové dopady různých jevů na společnost a přírodu.
Současná geografie si již nevystačí s pouhým popisem stavu věcí, ale usiluje o nalezení pravidelností, vývojových trendů, vysvětlování příčin a důsledků problémů, formulování hypotéz a prognóz budoucího vývoje apod. Zabývá nejen základním, ale i v praxi využitelným výzkumem, který reaguje na aktuální problémy dynamicky se měnící společnosti.

## Metody
Geografická data se získávají prostřednictvím globálních družicových polohových systémech, dálkového průzkumu Země (DPZ) či měřením přímo v terénu pomocí speciálních přístrojů. Rozsáhlé soubory dat se zpracovávají za pomoci moderních počítačových technik geografického informačního systému (GIS) umožňujícího pokročilou geostatistickou analýzu či 3D vizualizaci prostorových dat. Součástí geografického výzkumu jsou i další kvantitativní a kvalitativní výzkumné metody používané při sběru a analýze dat.

## Geografické pojmy
- Eroze (půdní horizonty)
- Globalizace
- Jezera (seznam jezer)
- Kontinent (tektonická deska)
- Krajina
- Město (statutární město)
- Oceán (moře)
- Ostrov (souostroví)
- Podhůří (vrchovina, pahorkatina)
- Pohoří (hora, kopec, fell)
- Poloostrov (mys)
- Průliv (průplav, průtok)
- Přírodní ohrožení a rizika (povodeň, katastrofa)
- Region
- Řeka (potok)
- Sopky (maar)
- Stát (seznam teritorií a samosprávných území suverénních států)
- Údolí (vádí)
- Vesnice (osada)
- Vodní nádrž (přehrada, rybník)
- Záliv (zátoka)